# Sematophyllum capilliferum
Sematophyllum capilliferum là một loài Rêu trong họ Sematophyllaceae. Loài này được Thwaites & Mitt. miêu tả khoa học đầu tiên năm 1873.